# Antonino Ragusa
Antonino Ragusa (Messina, 27 marzo 1990) è un calciatore italiano, ala o attaccante della Reggina.

## Caratteristiche tecniche
Gioca principalmente come esterno destro offensivo, ma può essere impiegato anche come trequartista o seconda punta, possiede una buona corsa, dimostrandosi abile soprattutto nel dribbling e nel contropiede.. Molto abile anche tecnicamente, da Gian Piero Gasperini fu soprannominato un piccolo Sculli e Ronzinante, per la sua facilità di corsa.

## Carriera

### Club
Cresciuto a Trappitello, comincia a giocare a calcio nel settore giovanile del Giardini Naxos, società siciliana della medesima città messinese. Nel 2006 si trasferisce al Treviso, dove cresce ulteriormente mettendosi in mostra con la formazione Primavera nella stagione 2008-2009, dove fa coppia con Gianmarco Zigoni. Il 7 febbraio 2009 l'allenatore della prima squadra, Luca Gotti, lo fa esordire in Serie B nel corso della partita Rimini-Treviso (2-2).

#### Genoa e il prestito alla Salernitana
Al termine della stagione la società veneta non riesce ad evitare il fallimento, e il giocatore viene tesserato dal Genoa che lo inserisce nel proprio settore giovanile. Grazie al suo contributo (22 presenze e 4 reti) e a quello di giocatori come Stephan El Shaarawy e Diego Polenta la squadra allenata da Luca Chiappino trionfa in Campionato Primavera e si aggiudica anche la Supercoppa Primavera. Nella stagione 2010-2011 viene ceduto in prestito alla Salernitana, in Lega Pro. Con 32 presenze e 7 gol nella stagione regolare si rivela come uno dei protagonisti della squadra, ma nonostante le ulteriori 4 partite disputate nei playoff, la squadra non riesce a conseguire la promozione in Serie B, persa nella doppia finale contro il Verona.

#### Reggina
Torna dunque al Genoa, ma il 27 giugno 2011, dopo un forte interessamento della Nocerina, passa in compartecipazione alla Reggina, ritrovando così Roberto Breda, già suo allenatore con la Salernitana. Segna il suo primo gol in
maglia amaranto il 26 settembre 2011 nella sconfitta per 3-2 contro l'Empoli e segna un'importante doppietta nel derby del sud il 9 ottobre, contro il Bari. Durante la militanza nella formazione calabrese nasce il suo particolare modo di esultare dopo aver realizzato un gol, consistente in un salto terminante con un calcio contro la bandierina del calcio d'angolo.
Il 24 giugno 2012 la Reggina esercita il diritto di riscatto, ma il Genoa lo controriscatta, riportandolo così a titolo definitivo nella propria squadra.

#### Pescara, prestito alla Ternana e ritorno al Pescara
Tornato al Genoa, nei primi giorni di luglio sembra imminente il suo passaggio alla Juve Stabia, ma il giocatore rifiuta la destinazione. Il 30 luglio si trasferisce in compartecipazione al Pescara, neopromosso in Serie A.
Il 31 agosto passa in prestito secco alla Ternana. Dopo una stagione sempre ad alto livello, colleziona 36 presenze e una rete risultando uno dei maggior trascinatori alla salvezza degli umbri. Fa ritorno al Pescara, sempre in comproprietà col Genoa.
Terminato il prestito a Terni, fa ritorno al Pescara. Realizza il primo gol con la maglia degli abruzzesi il 17 agosto, nel terzo turno di Coppa Italia vinto per 2-1 contro il Torino.

#### Ritorno al Genoa e prestito al Vicenza
Il 20 giugno 2014 Genoa e Pescara rinnovano la comproprietà del giocatore. La squadra abruzzese ne mantiene i diritti sportivi e lo gira ai rossoblù con la formula del prestito. Il 31 agosto fa il suo esordio nella massima serie entrando al secondo tempo nella prima partita di campionato in casa contro il Napoli, partita che terminerà 2-1 per i partenopei. Il 12 settembre dopo aver rinnovato il suo contratto col Genoa fino al 2017, passa in prestito secco al Vicenza in Serie B. Esordisce in maglia biancorossa il 14 settembre in occasione della sconfitta interna (0-1) contro la Ternana. Segna la sua prima doppietta con i biancorossi contro il Perugia il 20 settembre. il 25 ottobre 2014 durante la partita Catania-Vicenza si rompe il crociato anteriore destro. Chiude la stagione con 16 presenze e 3 gol, oltre due presenze nei play off, poi persi nel doppio confronto con il Pescara. Il 25 giugno 2015 termina ufficialmente la sua esperienza al Vicenza in quanto Antonino Ragusa viene riscattato completamente dal Genoa.

#### Cesena
Il 14 luglio 2015 viene ceduto a titolo definitivo al Cesena. Il 5 settembre 2015 segna il suo primo goal in bianconero in casa contro il Brescia. Realizza la sua prima doppietta in maglia bianconera il 19 settembre 2015 contro l'Ascoli. Dopo 11 giornate di digiuno, torna ad esultare con un decisivo colpo di testa che decide la gara, nella partita vinta dai romagnoli contro il Pescara per 1-0. Contro il Novara segna un'altra rete decisiva su lancio di Falco insaccando con un potentissimo siluro sotto la traversa da posizione defilata. La vittoria contro i piemontesi sancisce matematicamente l'accesso ai Play Off per i romagnoli. La sua stagione al Cesena dura solo un anno, collezionando 41 presenze condite da 9 goal e 8 assist.

#### Sassuolo
Il 26 agosto 2016 viene ceduto al Sassuolo per 2.3 milioni di euro. Il 28 agosto esordisce nel match casalingo contro il Pescara, vinto per 2-1, ma in seguito a una irregolarità legata al suo schieramento il Sassuolo ha perso 3-0 a tavolino. Segna la sua prima rete col Sassuolo il 20 novembre 2016 nella partita persa 3-2 a Genova contro la Sampdoria. Il 24 novembre 2016 segna la sua prima rete in UEFA Europa League nella partita persa per 3-2 dal Sassuolo allo stadio San Mamés di Bilbao contro l'Athletic Club. Segna un'altra rete, il 4 dicembre 2016 contro l'Empoli, nella partita vinta dal Sassuolo per 3-0. Segna in totale 4 reti (in Serie A) al Sassuolo (tutte nella prima stagione), con cui termina la sua esperienza nell'estate 2018 dopo 2 anni.

#### Verona e Spezia
Il 3 agosto 2018 viene ufficializzato il suo trasferimento al Verona, in prestito oneroso con obbligo di riscatto. Il 17 dicembre successivo, durante la partita di campionato giocata in casa contro il Pescara, subisce la rottura del legamento crociato del ginocchio destro, costringendolo ad uno stop forzato di almeno sei mesi. Quella è la sua ultima gara coi gialloblù che a fine anno ottengono la promozione.
Nell'estate 2019 viene ceduto in prestito nuovamente in Serie B, allo Spezia. Segna la sua prima rete con la maglia dei liguri il 29 settembre successivo, nella sconfitta interna col Trapani (2-4). Il 9 novembre successivo, realizza la sua prima doppietta con la maglia aquilotta nella gara persa per 3-2 in trasferta contro il Pisa. Con 8 reti è stato (a pari merito con Emmanuel Gyasi) il miglior marcatore della sua squadra, che a fine anno ha raggiunto la promozione in massima serie.

#### Brescia e rientro a Verona
Il 1º ottobre 2020 viene ceduto nuovamente in prestito in cadetteria, questa volta al Brescia. Segna il suo primo gol con le Rondinelle il 5 dicembre successivo, in occasione della sconfitta per 2-1 contro la Reggina, sua ex squadra. Rientrato a Verona a fine stagione, segna il suo primo gol con gli scaligeri il 15 dicembre 2021, nella sconfitta interna di Coppa Italia contro l'Empoli per 3-4.

#### Lecce e Messina
Il 29 gennaio 2022 si trasferisce al Lecce, in Serie B, a titolo definitivo; debutta il 5 febbraio, da subentrante, nella trasferta di Como (1-1), e realizza il primo gol con i salentini in occasione del successo per 4-1 in casa della Ternana. Colleziona 15 presenze e una rete fino a maggio, quando i salentini, vincendo il campionato, vengono promossi in Serie A.
Il 31 gennaio 2023 viene ingaggiato dal Messina, squadra della sua città natale, in Serie C, firmando un contratto valido fino al 30 giugno 2024.. Il 13 maggio 2023 va a segno per la prima volta con la maglia peloritana nella sfida di ritorno dei playout contro la Gelbison (che all'andata aveva vinto 1-0), rete che risulterà decisiva per la permanenza in Serie C del Messina in virtù del miglior piazzamento in classifica.

#### Il ritorno alla Reggina
Il 14 luglio 2024 firma un contratto biennale con la Reggina, in Serie D,  dove aveva già militato nella stagione 2011-2012. Nello stesso periodo viene ammesso al corso UEFA B che consente di essere tesserati come collaboratori negli staff di Serie A e B e di essere allenatori in seconda in Serie C oltre a poter allenare tutte le prime squadre fino alla Serie D.
Esordisce in Serie D l'otto settembre realizzando una doppietta contro la Nuova Igea Virtus (1-2 finale).

### Nazionale
Il 10 novembre 2011 ha esordito nella nazionale Under-21 italiana, disputando la partita di qualificazione agli Europei 2013 vinta per 2-0 sulla Turchia fornendo a Mattia Destro l'assist per il 2-0 finale.

## Statistiche

### Presenze e reti nei club
Statistiche aggiornate al 20 maggio 2025.
| Stagione        | Squadra         | Campionato      | Campionato | Campionato | Coppe nazionali | Coppe nazionali | Coppe nazionali | Coppe continentali | Coppe continentali | Coppe continentali | Altre coppe | Altre coppe | Altre coppe | Totale | Totale |
| Stagione        | Squadra         | Comp            | Pres       | Reti       | Comp            | Pres            | Reti            | Comp               | Pres               | Reti               | Comp        | Pres        | Reti        | Pres   | Reti   |
| --------------- | --------------- | --------------- | ---------- | ---------- | --------------- | --------------- | --------------- | ------------------ | ------------------ | ------------------ | ----------- | ----------- | ----------- | ------ | ------ |
| 2008-2009       | Treviso         | B               | 1          | 0          | CI              | 0               | 0               | -                  | -                  | -                  | -           | -           | -           | 1      | 0      |
| 2009-2010       | Genoa           | A               | 0          | 0          | CI              | 0               | 0               | UEL                | 0                  | 0                  | -           | -           | -           | 0      | 0      |
| 2010-2011       | Salernitana     | 1D              | 32+4       | 7          | CI+CI-LP        | 0+1             | 0+1             | -                  | -                  | -                  | -           | -           | -           | 36     | 7      |
| 2011-2012       | Reggina         | B               | 34         | 7          | CI              | 0               | 0               | -                  | -                  | -                  | -           | -           | -           | 34     | 7      |
| 2012-2013       | Ternana         | B               | 36         | 1          | CI              | 0               | 0               | -                  | -                  | -                  | -           | -           | -           | 36     | 1      |
| 2013-2014       | Pescara         | B               | 40         | 9          | CI              | 2               | 1               | -                  | -                  | -                  | -           | -           | -           | 42     | 10     |
| ago. 2014       | Genoa           | A               | 1          | 0          | CI              | 0               | 0               | -                  | -                  | -                  | -           | -           | -           | 1      | 0      |
| Totale Genoa    | Totale Genoa    | Totale Genoa    | 1          | 0          |                 | 0               | 0               |                    | 0                  | 0                  |             | -           | -           | 1      | 0      |
| set. 2014-2015  | Vicenza         | B               | 16+2       | 3          | CI              | 0               | 0               | -                  | -                  | -                  | -           | -           | -           | 18     | 3      |
| 2015-2016       | Cesena          | B               | 37+1       | 8          | CI              | 3               | 1               | -                  | -                  | -                  | -           | -           | -           | 41     | 9      |
| ago. 2016       | Cesena          | B               | 0          | 0          | CI              | 1               | 0               |                    |                    |                    |             |             |             | 1      | 0      |
| 2016-2017       | Sassuolo        | A               | 25         | 4          | CI              | 1               | 0               | UEL                | 6                  | 1                  | -           | -           | -           | 32     | 5      |
| 2017-2018       | Sassuolo        | A               | 30         | 0          | CI              | 2               | 0               | -                  | -                  | -                  | -           | -           | -           | 32     | 0      |
| Totale Sassuolo | Totale Sassuolo | Totale Sassuolo | 55         | 4          |                 | 3               | 0               |                    | 6                  | 1                  |             | -           | -           | 64     | 5      |
| 2018-2019       | Verona          | B               | 11         | 0          | CI              | 1               | 0               | -                  | -                  | -                  | -           | -           | -           | 12     | 0      |
| 2019-2020       | Spezia          | B               | 25+2       | 8          | CI              | 0               | 0               | -                  | -                  | -                  | -           | -           | -           | 27     | 8      |
| 2020-2021       | Brescia         | B               | 30+1       | 2          | CI              | 0               | 0               | -                  | -                  | -                  | -           | -           | -           | 30     | 2      |
| 2021-gen. 2022  | Verona          | A               | 0          | 0          | CI              | 1               | 1               | -                  | -                  | -                  | -           | -           | -           | 1      | 1      |
| Totale Verona   | Totale Verona   | Totale Verona   | 11         | 0          |                 | 2               | 1               |                    | -                  | -                  |             | -           | -           | 13     | 1      |
| gen.-giu. 2022  | Lecce           | B               | 15         | 1          | CI              | -               | -               | -                  | -                  | -                  | -           | -           | -           | 15     | 1      |
| gen.-giu. 2023  | Messina         | C               | 11+2       | 0+1        | CI-C            | -               | -               | -                  | -                  | -                  | -           | -           | -           | 13     | 1      |
| 2023-2024       | Messina         | C               | 35         | 2          | CI-C            | 1               | 0               | -                  | -                  | -                  | -           | -           | -           | 36     | 2      |
| Totale Messina  | Totale Messina  | Totale Messina  | 46+2       | 2+1        |                 | 1               | 0               |                    | -                  | -                  |             | -           | -           | 49     | 3      |
| 2024-2025       | Reggina         | D               | 31+2       | 11         | CI-D            | 1               | 0               | -                  | -                  | -                  | -           | -           | -           | 34     | 11     |
| Totale Reggina  | Totale Reggina  | Totale Reggina  | 65+2       | 18         |                 | 1               | 0               |                    | -                  | -                  |             | -           | -           | 68     | 18     |
| Totale carriera | Totale carriera | Totale carriera | 415        | 64         |                 | 14              | 4               |                    | 6                  | 1                  |             | -           | -           | 435    | 69     |

### Cronologia presenze e reti in nazionale
| Cronologia completa delle presenze e delle reti in nazionale ― Italia under 21 | Cronologia completa delle presenze e delle reti in nazionale ― Italia under 21 | Cronologia completa delle presenze e delle reti in nazionale ― Italia under 21 | Cronologia completa delle presenze e delle reti in nazionale ― Italia under 21 | Cronologia completa delle presenze e delle reti in nazionale ― Italia under 21 | Cronologia completa delle presenze e delle reti in nazionale ― Italia under 21 | Cronologia completa delle presenze e delle reti in nazionale ― Italia under 21 | Cronologia completa delle presenze e delle reti in nazionale ― Italia under 21 |
| Data                                                                           | Città                                                                          | In casa                                                                        | Risultato                                                                      | Ospiti                                                                         | Competizione                                                                   | Reti                                                                           | Note                                                                           |
| ------------------------------------------------------------------------------ | ------------------------------------------------------------------------------ | ------------------------------------------------------------------------------ | ------------------------------------------------------------------------------ | ------------------------------------------------------------------------------ | ------------------------------------------------------------------------------ | ------------------------------------------------------------------------------ | ------------------------------------------------------------------------------ |
| 10-11-2011                                                                     | Istanbul                                                                       | Turchia under 21                                                               | 0 – 2                                                                          | Italia under 21                                                                | Qual. Europeo Under-21 2013                                                    | -                                                                              |                                                                                |
| 15-11-2011                                                                     | Casarano                                                                       | Italia under 21                                                                | 2 – 0                                                                          | Ungheria under 21                                                              | Qual. Europeo Under-21 2013                                                    | -                                                                              |                                                                                |
| Totale                                                                         |                                                                                | Presenze                                                                       | 2                                                                              |                                                                                | Reti                                                                           | 0                                                                              |                                                                                |

## Palmarès

### Competizioni giovanili
- Supercoppa Primavera: 1

Genoa: 2009
- Campionato Primavera: 1

Genoa: 2009-2010

### Competizioni nazionali
- Campionato italiano di Serie B: 1

Lecce: 2021-2022